# Estación Intermodal de Avilés
La Estación Intermodal de Avilés será una estación de ferrocarril en Avilés, Asturias originada en el proyecto de eliminación de la barrera ferroviaria en la ciudad. 

## Historia

### Precedentes
En 1890 se inauguró al norte de la entonces ciudad la estación de Avilés junto con la línea ferroviaria de Villabona de Asturias a Avilés. Dicha línea está entre el casco urbano de la ciudad y la ría de Avilés, dificultando el acceso a la ría y formando una barrera ferroviaria. En 1996 se inauguró la estación de autobuses de Avilés, anexa a la estación de ferrocarril. Otra línea de ferrocarril, el Ferrocarril de Ferrol a Gijón, desde 1922 discurre de manera paralela a la ría y cuenta con una estación: Avilés-Apeadero, así como un andén en la estación de Avilés desde 1996.Actualmente por ambas estructuras circulan las líneas de Cercanías Asturias C-3 y C-4, así como un amplio tráfico de mercancías.

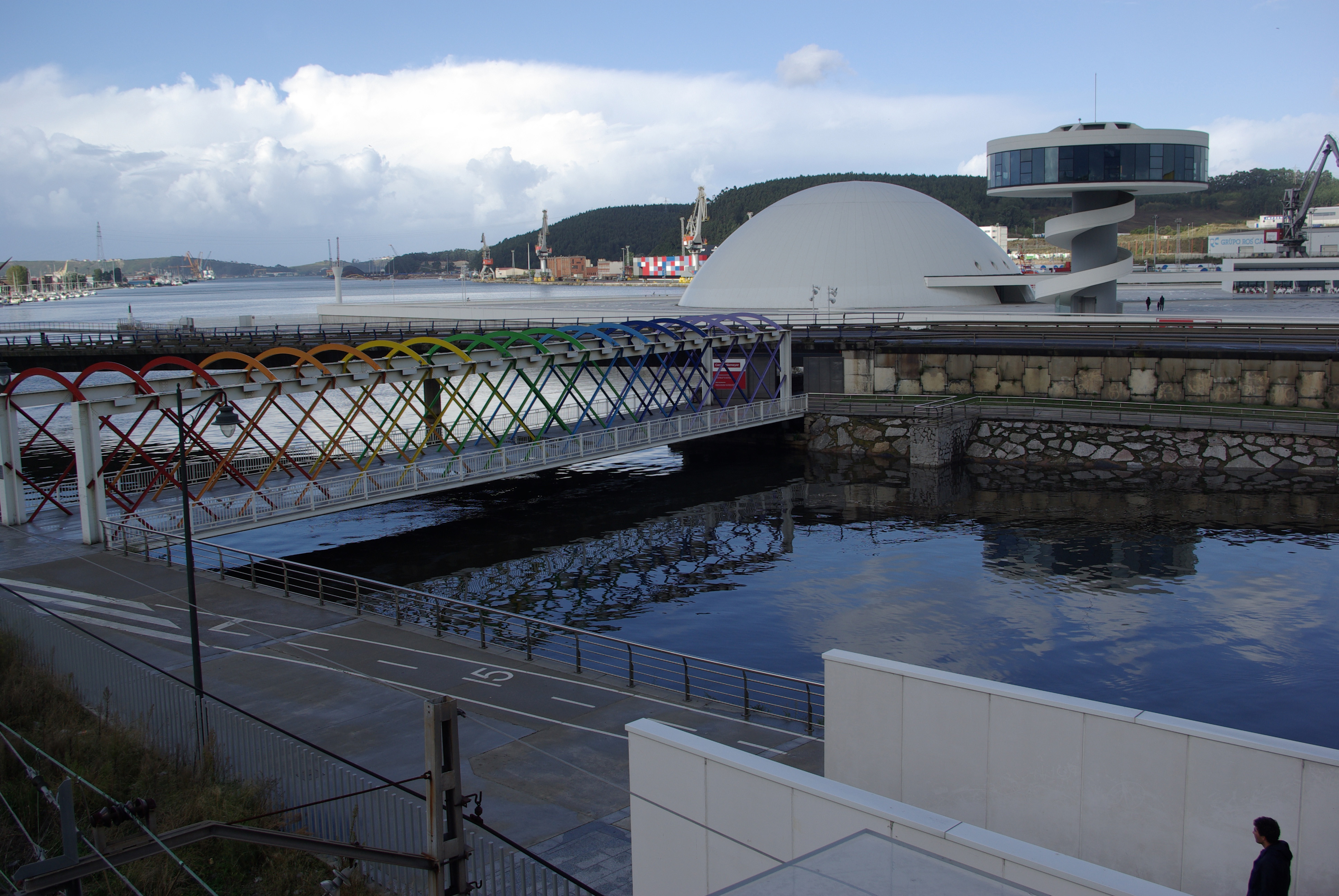
La eliminación de la barrera ferroviaria es fundamental para darle mejores accesos a la Isla del Conocimiento, caracterizada por contar con el Centro Niemeyer.

En el año 2000 el proyecto de Metrotrén de Asturias recogía la construcción de una nueva estación de ferrocarril al sur de la ciudad, en Versalles. El proyecto no se realizaría, pero marcaría el precedente para el desarrollo de la estación intermodal.

### Protocolo de 2008 y Estudio de 2011
En febrero de 2008 la ministra de Fomento, Magdalena Álvarez, el presidente del Principado, Vicente Álvarez Areces, y la alcaldesa de Avilés, Pilar Varela, firmaron un protocolo para la construcción de una nueva estación intermodal a la altura de la avenida del Marqués de Suances, al sur de la actual y más céntrica. También el protocolo se comprometía a eliminar las barreras ferroviarias de Avilés y a permitir la integración urbana del ferrocarril mediante la creación de una variante ferroviaria por la periferia de la ciudad que alcanzara el puerto de manera paralela a la carretera N-632. Por su parte, la línea C-4 de la entonces FEVE discurriría a modo de tranvía por la ciudad. De este modo, el proyecto se financiaría con la venta para fines urbanísticos de los terrenos de Adif y FEVE, incluido el desmantelamiento de la antigua estación. En caso de no ser suficiente, el Ministerio de Fomento aportaría un tercio de la financiación.En 2011 se publicó el estudio informativo del proyecto.
En enero de 2011, FEVE adjudicaría la construcción de los trenes-tranvía destinados a poder circular por el tramo tranviarizado planeado, así como por el resto de la C-4. Sin embargo, el cambio de gobierno en 2011 y los recortes presupuestarios bloquearon todo el proyecto y dichos trenes nunca entraron en funcionamiento.

### Protocolo de 2018 y Estudio de 2022
En 2018 el Ministerio de Fomento, el Principado y el Ayuntamiento de Avilés firman un nuevo protocolo ante el fracaso del anterior de 2008. Se recogió la elaboración de un nuevo estudio informativo.En diciembre de 2022 se publicó el nuevo estudio informativo, menos ambicioso que el de 2011, puesto que se ya no se planeaba ni la variante periférica ni el tranvía. En él se estimaba las actuaciones de eliminación de barrera ferroviaria en 204 millones de euros, incluyendo la construcción de un túnel subterráneo de 460 metros en la parte más céntrica de la ciudad.Se respetaba la existencia de la estación original, aunque su centralidad ferroviaria se traslada a la Nueva estación Intermodal, proyectada a la altura de la avenida del Marqués de Suances, enfrente de la Isla del Conocimiento.También se planean mejoras en las distintas estaciones del concejo y un leve desvío del trazado original mediante un túnel antes de la Intermodal.En 2023 el proyecto entró en evaluación ambiental.Se planeaba el comienzo de las obras alrededor de 2026.

## La Nueva Estación Intermodal

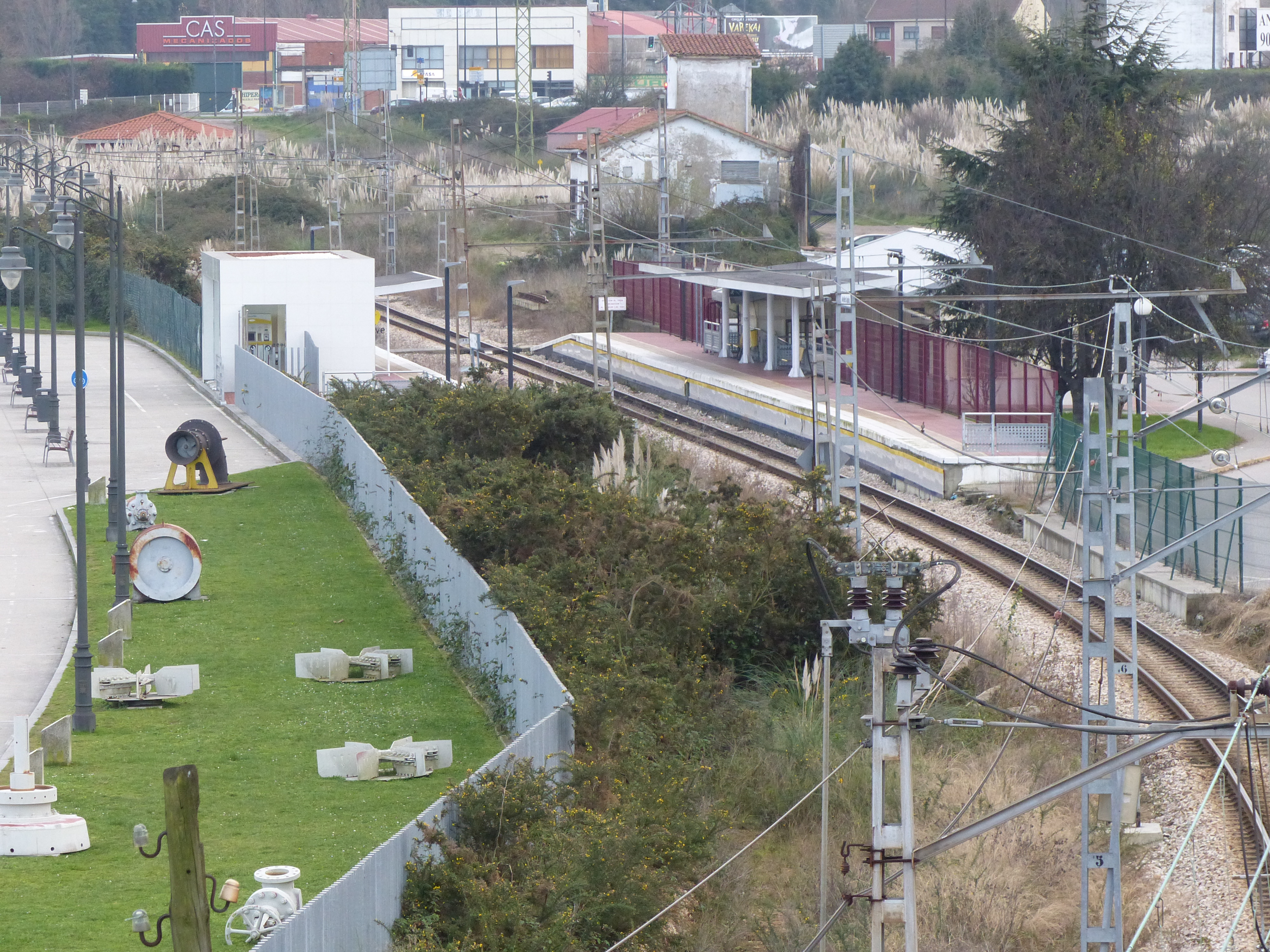
La nueva estación se construirá en el solar previo a la estación de Avilés-Apeadero, la cual será demolida.

Se trata de una estación que combina dos andenes, uno destinado a las vías de ancho ibérico empleadas por Renfe Cercanías (C-3) y a las nuevas líneas de larga distancia y otro destinado a las vías de ancho ibérico empleadas por la línea C-4 de Renfe Ancho Métrico. Entremedias se situarían las dársenas de la estación de autobuses, proyecto desarrollado por el Gobierno de Asturias (la estación en si es de Adif). La estación será en superficie, aunque ambos trazados ferroviarios continuarán bajo superficie en un túnel de 460 metros hasta la actual estación central.

### Descripción del proyecto
Respecto a las vías de ancho ibérico, antes de entrar en la ciudad el trazado contiene a las estaciones de Villalegre y La Rocica. Ambas serán reformadas. A partir de Villalegre las vías comenzarán a descender mediante un sistema de pantallas. Una vez pasada La Rocica el trazado se desviará respecto al original, que será suprimido. Para ello empleará el túnel de Bustiello, de 400 metros. Este se iniciará después de cruzar la N-632 mediante un puente y finaliza en el cruce con el río Magdalena. En este momento comienzan las instalaciones de la estación, de manera semisoterrada. El edificio de viajeros estará encuadrado a partir del puente de Azud, el cual incluirá el acceso subterráneo a las dársenas de la estación de autobuses. Por su parte, las vías de ancho métrico no se verán afectadas hasta su llegada a la estación.

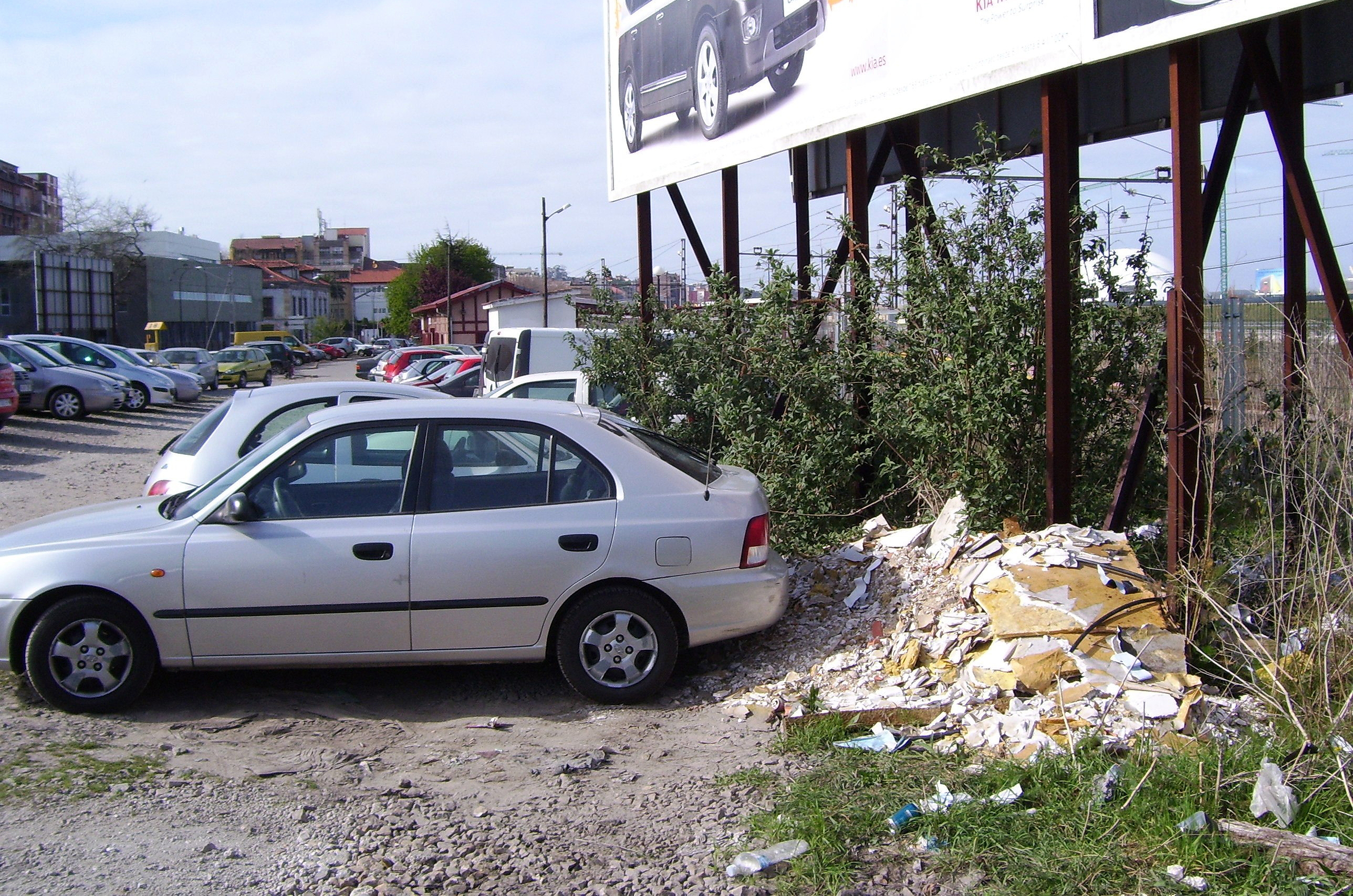
Aparcamiento del apeadero de FEVE en 2009, lugar donde se construirá la estación

Respecto a los andenes, las tres vías de ancho ibérico tendrán dos andenes en la parte oeste de la estación. Estos se conectarán mediante escaleras con el edificio de viajeros, en superficie. Las vías de ancho métrico estarán ubicadas en la parte este de la estación y tendrán dos andenes. Entre ambos apeaderos se ubicarán las dársenas de la estación de autobuses, que tendrá una conexión con el edificio de viajeros. El exterior de la estación se re-urbanizará con nuevos viales construidos por el Ayuntamiento de Avilés.
Este tramo movilizará una inversión de 94 millones de euros. El resto del proyecto de eliminación de reforma ferroviaria, consistente principalmente en un túnel anexo al casco urbano, recibiría los 110 millones de euros restantes.